# Salix nujiangensis
Salix nujiangensis — вид квіткових рослин із родини вербових (Salicaceae).

## Морфологічна характеристика
Це кущ до 1.5 метра заввишки. Гілочки тьмяно-коричневі, товсті, голі, блискучі. Листкова ніжка 5–10 мм, волосиста; листкова пластинка від зворотно-яйцювато-еліптичної до зворотно-яйцювато-ланцетної форми, 4–9 × 2–3.2 см, абаксіально (низ) сірувато-біла, адаксіально тьмяно-зелена, обидві поверхні зазвичай голі, крім ворсинок уздовж середньої жилки, край цільний або нечітко нерівномірно віддалено залозисто-зубчастий, верхівка гостра чи тупа. Плодова сережка понад 10 × ≈ 1.3 см. Жіноча квітка: зав'язь конічна, волосиста. Коробочка 5–6 мм, ± волосиста, майже сидяча.

## Середовище проживання
Пн.-зх. Юньнань. Населяє гори; на висоті ≈ 2800 метрів.